# 6083 Janeirabloom
6083 Janeirabloom eller 1984 SQ2 är en asteroid i huvudbältet som upptäcktes den 25 september 1984 av den amerikanske astronomen Brian A. Skiff vid Anderson Mesa Station. Den är uppkallad efter den amerikanske musikern Jane Ira Bloom.
Asteroiden har en diameter på ungefär 4 kilometer och den tillhör asteroidgruppen Flora.